# شهرستان جکسون (ویسکانسین)
شهرستان جکسون، ویسکانسین (به انگلیسی: Jackson County, Wisconsin) یک سکونتگاه مسکونی در ایالات متحده آمریکا است که در ویسکانسین واقع شده‌است.

## خصوصیات
شهرستان جکسون ۲٬۵۹۰٫۰ کیلومترمربع مساحت دارد.